# Triumfetta repens
Triumfetta repens là một loài thực vật có hoa trong họ Cẩm quỳ. Loài này được (Blume) Merrill & Rolfe miêu tả khoa học đầu tiên năm 1908.